# Pablo Elier Sánchez
Pablo Elier Sánchez Salgado (ur. 19 grudnia 1957 w Pinar del Río) – kubański piłkarz i trener piłkarski.

## Kariera klubowa
Sánchez pochodzi z Pinar del Río i podczas kariery piłkarskiej występował na pozycji bramkarza.

## Kariera szkoleniowa
Sánchez ukończył studia na kierunku wychowania fizycznego i pracował jako wykładowca akademicki na uczelni Universidad de Pinar del Río. Prowadził drużynę FC Pinar del Río, a także był trenerem przygotowania fizycznego reprezentacji Kuby w sztabie Raúla Medeirosa. W lipcu 2019 zastąpił Medeirosa na stanowisku selekcjonera drużyny narodowej.